# ユーリ・レヒール
ユーリ・ピーター・レヒール（Youri Pieter Regeer、2003年8月18日 - ）は、オランダ・ハールレム出身のサッカー選手。アヤックス・アムステルダム所属。ポジションはミッドフィールダーまたはDF。

## クラブ経歴
2017年にADOデン・ハーグの下部組織からアヤックス・アムステルダムに移籍し、2020年2月21日、エールステ・ディヴィジのヘルモント・スポルトとの試合でプロデビューを果たした。2021年12月15日、KNVBカップの2回戦であるBVVバレントレヒト戦にて、46分にリサンドロ・マルティネスとの途中交代でトップチームデビューを果たし、3回戦のエクセルシオール・マースライスとの対戦では、トップチームでの初ゴールを挙げ、9-0での大勝に貢献した。
2023年6月9日、FCトゥウェンテに4年契約で移籍した。